# أغوستينو شيجي

تفاصيل لوحة لوجيا دي بسيكي في فيلا فارنيسينا، منزل أغوستينو شيجي في روما.

أغوستينو أندريا شيجي (29 نوفمبر/تشرين الثاني 1466  - 11 أبريل/ نيسان 1520) مصرفي إيطالي وراع للنهضة.

## روابط خارجية
- أغوستينو شيجي على موقع الموسوعة البريطانية (الإنجليزية)